# Церква Воздвиження Чесного Хреста Господнього (Токи)
Церква Воздвиження Чесного Хреста Господнього в Токах — парафія і храм греко-католицької громади Підволочиського деканату Тернопільсько-Зборівської архієпархії Української греко-католицької церкви в селі Токи Тернопільського району Тернопільської области.

## Історія церкви
Дерев'яна церква в селі Токи, збудована у 1741 році, згоріла від удару блискавки у липні 1892 року. У 1897 році на її місці збудували каплицю Воздвиження Чесного Хреста, яку зруйнувала влада у 1961 році. Нову церкву Преображення Господнього звели на місці згорілої. Її освятив митрополит Андрей Шептицький 19 серпня 1902 року.
До 1946 року парафія належала до УГКЦ, але потім перейшла у московське православ'я. Наприкінці 1980-х років, коли УГКЦ виходила з підпілля, громада розкололася. Греко-католикам, які були в меншості, не дозволили користуватися своїм храмом, і вони змушені були збиратися на богослужіння на цвинтарі.
У 2002 році, з благословення владики Михаїла Сабриги, греко-католики розпочали будівництво нової церкви на місці зруйнованої каплиці. Храм зводили за кошти парафіян та вихідців із села. Будівництво завершилося у 2008 році, і 4 січня 2009 року єпископ Василій Семенюк освятив новозбудовану церкву на честь Воздвиження Чесного Хреста Господнього.

## Парохи
- о. Василь Охримович,
- о. Теодор Мацелінський,
- о. Онуфрій Абрагамович,
- о. Яків Сокольницький,
- о. Михайло Мацелінський,
- о. Михайло Куницький,
- о. Панкратій Білинський (1868—1899),
- о. Володимир Копитчак (1899—1908),
- о. Іван Малюца (1908—1911),
- о. Дмитро Мигоцький (1911—1914),
- о. Петро Петриця (1914—1941),
- о. Іван Яцишин (1941—1948),
- о. Степан Мочук,
- о. Зиновій Гончарик,
- о. Володимир Івашків,
- о. Михайло Валійон (з 1994).